# ムスベル
ムスベル(MUSBELL)は、東京都新宿区に本社を置く、日本の結婚相談所。日本国内に43の店舗ネットワークを持ち、専任仲人による個別カウンセリング、仲人推薦お見合い、各種婚活力アップセミナーなどのサポートを提供している。登録人数81,276名の日本結婚相談所連盟(IBJ)、66,000名の日本ブライダル連盟(BIU)、40,000名の良縁ネット(R net)、9,500名の全国結婚相談所連盟(JBU)の複数の連盟に加盟し、会員データベースに基づいた条件や写真による検索システム利用等、リアル（対面）とオンラインの双方のサービスを展開する。
2019年より、三井物産企業投資・農林中央金庫等が出資するアント・キャピタル・パートナーズの傘下となる。
2023年より、愛グループ 株式会社日本セレモニーの傘下となる。

## ブランド・スローガン
「ぎゅっと結べば、ずっとつながる」

## 沿革
- 1990年7月	創業　教育事業を開始
- 2003年2月	ブライダル事業を開始
- 2012年10月 結婚相談業サポート協会（MCSA)加盟
- 2014年2月	全国結婚相談所連盟(JBU) 事業を開始